# Jon Gries
Jonathan Francis (Jon) Gries (Glendale (Californië), 17 juni 1957) is een Amerikaans acteur, schrijver, filmregisseur en filmproducent. 

## Biografie
Gries is een zoon van Tom Gries, die schrijver, filmregisseur en filmproducent is, en is een broer van acteur Gary Gries. 
Gries begon in 1968 met zijn acteercarrière, wanneer hij elf jaar oud was, in de film Will Penny. Hierna heeft hij in meerdere televisieseries en films gespeeld zoals Quantum Leap (van 1989 t/m 1991), Martin (van 1992 t/m 1994), Beverly Hills, 90210 (1994), The Pretender (van 1996 t/m 2000), Lost (van 2007 t/m 2010) en Cold Case (2010). 

## Filmografie

### Films
Selectie:
- 2014 Taken 3 - als Casey
- 2012 Taken 2 - als Casey
- 2012 Noobz - als Greg Lipstein
- 2008 South of Heaven – als gangster
- 2008 Taken – als Casey
- 2004 Napoleon Dynamite – als Oom Rico
- 2003 The Rundown – als Harvey
- 2001 The Pretender: Island of the Haunted – als Broots
- 1997 Men in Black – als Nick de chauffeur
- 1995 Get Shorty – als Ronnie Wingate
- 1990 The Grifters – als vriend van dronkenlap
- 1989 Kill Me Again – als Alan Swayzle
- 1988 Fright Night Part 2 – als Louie
- 1987 the Monster Squad – als wanhopige man
- 1985 Real Genius – als Lazio Hollyfeld
- 1979 More American Graffiti –als Ron

### Televisieseries
Uitgezonderd eenmalige gastrollen.
- 2023 The Bystanders - als Z - 6 afl.
- 2021 - 2022 The White Lotus - als Greg - 6 afl.
- 2016 - 2020 Dream Corp LLC - als dr. Roberts - 30 afl.
- 2013 - 2014 The Bridge - als Bob - 7 afl.
- 2010 - 2012 Supernatural – als Martin Creaser – 2 afl.
- 2012 Napeleon Dynamite – als Oom Rico – 6 afl.
- 2012 Dr. Fabulous - als dr. Reed - 2 afl.
- 2010 Cold Case – als Bill Shepard – 2 afl.
- 2007 – 2010 Lost – als Roger Linius – 6 afl.
- 2003 – 2005 Carnivàle – als Texas Ranger – 2 afl.
- 1996 – 2000 The Pretender – als Broots – 82 afl.
- 1995 – 1998 Seinfeld – als Rusty – 2 afl.
- 1994 Beverly Hills, 90210 – als drugsdealer – 4 afl.
- 1992 – 1994 Martin – als Shawn McDermott – 54 afl.
- 1989 – 1991 Quantum Leap – als Flash McGrath en Roscoe – 2 afl.

### Computerspellen
- 2012 Hitman: Absolution - als sheriff Clive Skurky

### Filmproducent
- 2012 Second Coming - film
- 2010 Pickin' & Grinnin' - film
- 2003 Northfork - film
- 2001 Jackpot - film
- 1999 Twin Falls Idaho - film

### Filmregisseur
- 2010 Pickin' & Grinnin' - film
- 2000 The Pretender - televisieserie - 1 afl.

- Bibsys: 5097450
- Biblioteca Nacional de España: XX4615946
- Gemeinsame Normdatei: 1011252600
- International Standard Name Identifier: 0000 0001 1886 5465
- Library of Congress Control Number: no2005001726
- Nationale Bibliotheek van Tsjechië: xx0177657
- Nationale Bibliotheek van Polen: a0000001880144
- Virtual International Authority File: 71115402
- WorldCat: E39PBJtMr3Hdck3M7TMM6gvyh3